# Ngurah Nanak
Anak Agung Ngurah Wahyu Trisnajaya (sinh ngày 28 tháng 7 năm 1988) better còn được biết với tên Ngurah Nanak là một cầu thủ bóng đá người Indonesia hiện tại thi đấu cho Bali United ở Indonesian Super League.

## Sự nghiệp
Ngày 30 tháng 11 năm 2014, anh được ký hợp đồng lại bởi Sriwijaya F.C..

## Danh hiệu
Sriwijaya
Vô địch
- Piala Indonesia: 2010